# Limonicola astylis
Limonicola astylis är en tvåvingeart som beskrevs av Charles L. Hogue 1989. Limonicola astylis ingår i släktet Limonicola och familjen Blephariceridae.
Artens utbredningsområde är Colombia. Inga underarter finns listade i Catalogue of Life.